# Antonio Piccininno
Antonio Piccininno (Carpino, 18 febbraio 1916 – Rodi Garganico, 9 dicembre 2016) è stato un cantante italiano, interprete soprattutto di canti tradizionali carpinesi.

## Biografia
Pastore e contadino, Antonio Piccininno è stato uno dei più anziani cantori della musica tradizionale del Gargano (con Andrea Sacco ed Antonio Maccarone), a tramandare la tradizione della musica popolare. Egli unisce alle interpretazioni musicali i racconti della vita contadina che sono fonte di ispirazione dei canti popolari; anche a lui è legata la tradizione della "chitarra battente", usata in particolare per i canti d'amore.
Su di lui è stato scritto un libro da Salvatore Villani, che contiene anche un CD con un repertorio dei suoi canti popolari.
Vincitore di vari premi(tra cui il premio La Zampogna, uno dei più importanti nazionali di musica popolare), ricordato all'estero, è stato tra i protagonisti del film Craj (2005) di Davide Marengo, sulla musica tradizionale pugliese.
Il 13 settembre 2011 si esibì a Napoli con l'orchestra sinfonica e il coro del Teatro San Carlo con direzione artistica di Eugenio Bennato.
Il 9 dicembre 2016 è morto all'età di 100 anni.

## Cronaca post-mortem
A meno di 10 giorni dalla sua morte, nella notte tra il 18 e il 19 dicembre 2016, ignoti hanno profanato la tomba di famiglia e trafugato la sua salma.
Essa è stata successivamente ritrovata nella notte tra il 25 e il 26 febbraio 2017.